# Educazione della Vergine (Bazzani)
L'Educazione della Vergine è un dipinto a olio su tela (180x150 cm), di Giuseppe Bazzani, databile al 1729 circa e conservato nel MAST Castel Goffredo - museo della città; il soggtto rappresentato è il tema artistico dell'educazione di Maria.
L'opera venne esposta per la prima volta a Mantova nel 1950. La tela era originariamente collocata nell'abside dell'oratorio di Sant'Anna.